# آندره فری
آندره فری (فرانسوی: André Frey‎; ۷ نوامبر ۱۹۱۹ – ۱۸ دسامبر ۲۰۰۲) بازیکن فوتبال اهل فرانسه بود.
از باشگاه‌هایی که در آن بازی کرده‌است می‌توان به باشگاه فوتبال تولوز، باشگاه فوتبال متس و باشگاه فوتبال مسینا اشاره کرد.
وی همچنین در تیم ملی فوتبال فرانسه بازی کرده‌است.